# Papegaaidikbekje
Het papegaaidikbekje (Sporophila peruviana) is een zangvogel uit de familie Thraupidae (tangaren).

## Verspreiding en leefgebied
Deze soort telt 2 ondersoorten:
- S. p. devronis: westelijk Ecuador en noordwestelijk Peru.
- S. p. peruviana: westelijk Peru.